# 8822 Shuryanka
8822 Shuryanka è un asteroide della fascia principale. Scoperto nel 1987, presenta un'orbita caratterizzata da un semiasse maggiore pari a 2,5351032 UA e da un'eccentricità di 0,2611576, inclinata di 3,04493° rispetto all'eclittica.